# Kostal Lake
Kostal Lake är en sjö i Kanada.   Den ligger i provinsen British Columbia, i den centrala delen av landet, 3 300 km väster om huvudstaden Ottawa. Kostal Lake ligger 1 284 meter över havet. Arean är 7,5 kvadratkilometer. Den sträcker sig 2,7 kilometer i nord-sydlig riktning, och 4,8 kilometer i öst-västlig riktning.
I omgivningarna runt Kostal Lake växer i huvudsak barrskog. Trakten runt Kostal Lake är nära nog obefolkad, med mindre än två invånare per kvadratkilometer.